# Longquan
För andra betydelser, se Longquan (olika betydelser).
Longquan, även känd som Lungchüan, är en stad på häradsnivå i östra Kina, och tillhör Lishuis stad på  prefekturnivå i provinsen Zhejiang. Den ligger omkring 260 kilometer sydväst om provinshuvudstaden Hangzhou. 
Befolkningen uppgick till 250 398 invånare vid folkräkningen år 2000, varav 70 582 invånare bodde i huvudorten Longyuan. Stadshäradet var år 2000 indelat i nio köpingar (zhèn) och åtta socknar (xiāng).
Orten är särskilt känd för sin anrika produktion av celadon. En brännugn i köpingen Xiaomei (Dayao Longquan yao yizhi 大窑龙泉窑遗址) upptogs som kulturminnesmärke i Folkrepubliken Kina 1988.